# Hydaticus bimarginatus
Hydaticus bimarginatus is een keversoort uit de familie waterroofkevers (Dytiscidae). De wetenschappelijke naam van de soort is voor het eerst geldig gepubliceerd in 1830 door Say.